# Виноградов, Иван Петрович
Иван Петрович Виногра́дов (1880—1955) — заслуженный врач РСФСР (1943). Главный хирург блокадного Ленинграда. Главный редактор журнала «Вестник хирургии имени И. И. Грекова».

## Биография
Родился 24 июня 1880 года[по какому календарю?].
В 1900 году окончил Владимирскую духовную семинарию и начал учиться на медицинском факультете Юрьевского университета, который окончил в 1907 году. Начал работать сверхштатным ординатором петербургской «Александровской больницы для рабочего населения в память 19-го февраля 1861 года»; прошёл в ней путь до главного врача. Также он работал в различных госпиталях.
Был главным хирургом Ленинграда в 1941—1944 годах
Во время блокады Ленинграда прооперировал более 600 наиболее тяжело раненных и больных офицеров.
Похоронен на Литераторских мостках Волковского кладбища. Бюст на могиле работы скульпторов В. В. Криницкой, А. А. Мурзина, А. Н. Колодина, Б. Н. Сон (1958).

## Награды
- заслуженный врач РСФСР (15.2.1943)
- орден Ленина (17.04.1940) — за успешную работу и проявленную инициативу по укреплений обороноспособности нашей страны[4]
- орден Отечественной войны I степени (14.12.1944)
- орден Красной Звезды
- медали.